# Кјаравале (Милано)
Кјаравале је насеље у Италији у округу Милано, региону Ломбардија.
Према процени из 2011. у насељу је живело 1031 становника. Насеље се налази на надморској висини од 103 м.